# Naso di cuoio
Naso di cuoio (Nez de cuir) è un film del 1951 diretto da Yves Allégret.
Il soggetto è tratto dal romanzo Nez-de-cuir, gentilhomme d'amour pubblicato da Jean de La Varende nel 1937.

## Trama
Nel 1814, in Francia, dopo una battaglia sul campo si aggira il dottor Marchal che soccorre uno dei sopravvissuti, Roger de Tinchebraye, gravemente ferito al volto. Il giovane riesce a guarire ma la sua bellezza, che aveva contribuito a farlo diventare un vero e proprio dongiovanni, amato da tutte le donne e temuto da ogni marito, è compromessa perché un fendente gli ha reciso il naso. Roger è costretto a indossare una maschera di cuoio: ma il mistero che gli dona quel sotterfugio lo rende ancora più seducente agli occhi delle donne e lui ne approfitta senza freni. Riceve una delle sue amanti, Hélène Josias, nel suo padiglione di caccia. La nipote della donna, la giovane Judith de Rieusses, venuta a cercare la zia, si trova sola con Roger che, per una volta, rimane colpito dall'innocenza che emana quella ragazza. Ma, davanti alla possibilità di un matrimonio con lei, l'uomo rifiuta decisamente: non potrà mai restare fedele a una sola donna.
Judith, allora, si sposa con il marchese de Brives, un uomo anziano del quale Roger, per restare accanto alla donna che l'ha fatto innamorare, diventa il più caro amico. De Brives muore e Judith resta vedova. Naso di cuoio, come viene chiamato Roger, non dubita più di amarla e le esprime con violenza i suoi sentimenti. Judith, allora, lo accusa di essere come tutti gli uomini, un mostro in preda alla passione. Con un gesto di sfida, Roger si toglie la maschera e quello che vede negli occhi della donna lo riconosce per il sentimento che non può sopportare, la compassione. Distrutto, Naso di cuoio si allontana da lei, mettendo fine anche alla sua carriera di libertino.

## Produzione
Co-produzione italo-francese, il film fu prodotto da Alcina, Société Nouvelle Pathé Cinéma e Società Italiana Cines.

## Distribuzione
In Francia la distribuzione fu curata da C. F. R. e da Pathé Consortium Cinéma che presentò il film in prima il 26 marzo 1952 a Parigi con il titolo originale Nez de cuir. Distribuita in tutto il mondo da Alcina, la pellicola uscì in Svezia il 24 marzo 1953 ribattezzata Lädernäsan e, sempre nello stesso anno, in Canada, il 17 aprile a Montréal. La Pathé ridistribuì il film in DVD il 16 maggio 2007.